# To Love Somebody
«To Love Somebody» (с англ. — «Любить кого-то») — песня, написанная Барри Гиббом и Робином Гиббом в 1967 году. Песня вышла вторым синглом к третьему альбому (и первому, выпущенному за пределами Австралии) группы Bee Gees Bee Gees’ 1st. Известный поп-стандарт, который исполнялся различными артистами. По версии журнала New Musical Express песня заняла 94 место в списке 100 лучших песен 1960-х годов.

## История песни
Песня была написана братьями Гибб по просьбе их продюсера Роберта Стигвуда, который хотел получить балладу в духе таких коллективов как Sam & Dave и The Rascals. Предназначалась песня для популярного соул-исполнителя Отиса Реддинга. Несмотря на то, что Реддинг встречался с Барри Гиббом лишь однажды, Робин Гибб впоследствии заявлял, что Реддингу нравился материал группы и он (Реддинг) хотел бы, чтобы Барри Гибб написал ему песню. По утверждение опять же Робина Гибба, Отис Реддинг не записал эту песню лишь потому, что в 1967 году погиб.
Вместе с тем, Барри Гибб в 2001 году сказал, что:
Она была написана для Роберта (Стигвуда). Я говорю это без тени смущения. Он попросил меня написать песню для него, лично для него. Она была написана в Нью-Йорке и я играл её для Отиса (Реддинга), но она была для Роберта. Он много для меня значил. Это не было гомосексуальной привязанностью, это было невероятное восхищение возможностями и талантами этого человека 
Оригинальный текст (англ.)It was for Robert. I say that unabashedly. He asked me to write a song for him, personally. It was written in New York and played to Otis but, personally, it was for Robert. He meant a great deal to me. I don't think it was a homosexual affection but a tremendous admiration for this man's abilities and gifts
Так или иначе, весной 1967 года Bee Gees приступили к записи песни на IBC Studios в Лондоне, и в июле 1967 года сингл поступил на прилавки в США и затем в Великобритании.
В Великобритании песня не пользовалась большим успехом. Робин Гибб сказал, что «Все нам говорили какую великую запись мы сделали, другие группы бредили о такой, но по каким-то причинам люди в Великобритании не казались в восторге от песни». Барри Гибб сказал, «Я думаю, что причина, по которой песня не стала популярной здесь в том, что это соул-песня. Американцам они нравились, но в этой стране это просто не так».
В США же сингл добрался до 17 места в Billboard Hot 100.
Песня несколько раз использовалась в качестве саундтрека в различных фильмах, например И твою маму тоже (2001), Не тот человек (1993), Жизнь прекрасна (2011), в исполнении Нины Симон в фильме Я люблю тебя, Филлип Моррис (2009).

## Кавер-версии
Песня многократно записывалась и исполнялась различными музыкантами. В их числе:
- The Sweet Inspirations, 1968, достигла 30 позиции в Hot R&B/Hip-Hop Songs
- Джеймс Карр, 1969, сингл, достиг 44 позиции в Hot R&B/Hip-Hop Songs
- Нина Симон, 1969, альбом с одноимённым названием, 5 позиция в UK Albums Chart
- Дженис Джоплин, 1969, в альбоме I Got Dem Ol' Kozmic Blues Again Mama!
- Бонни Тайлер, 1988, в альбоме Hide Your Heart
- Билли «Крэш» Крэддок, 1989, в альбоме Back on Track , 91 позиция в Канаде
- Джимми Саммервил, 1990, в сборнике The Singles Collection 1984—1990, вошёл в десятку UK Albums Chart
- Майкл Болтон, 1992, сингл и в составе альбома Timeless: The Classics, 11 место Billboard Hot 100
- Майкл Бубле, 2013, сингл и в составе альбома To Be Loved
- Eric Burdon & The Animals, 1968, в составе альбома Love Is

## Позиции в чартах
| Чарты (1967)                                            | Позиция |
| ------------------------------------------------------- | ------- |
| Австралия (Kent Music Report)                           | 6       |
| Бельгия (Ultratop 50 Flanders)                          | 8       |
| Канада Canada Top Singles (RPM)                         | 9       |
| Франция (Syndicat National de l'Édition Phonographique) | 65      |
| Германия (Media Control Charts)                         | 19      |
| Нидерланды (Dutch Top 40)                               | 9       |
| UK Singles Charts (Official Charts Company)             | 41      |
| US Billboard Hot 100                                    | 17      |